# علي بن الجهم
علي بن الجهم القرشي (188 هـ - 249 هـ / 803 - 863م)، هو علي بن الجهم بن بدر بن مسعود بن أسيد القرشي، وكنيته أبو الحسن وأصله من خراسان، المولود في 188 للهجرة في بغداد، سليلاً لأسرة عربية متحدرة من قريش أكسبته فصاحة لسان وأحاطت موهبته الشعرية بالرزانة والقوة، وحمتها من تأثير مدينة بغداد التي كانت تعج بالوافدين من أعاجم البلاد المحيطة بها.

## نسبه
هو علي بن الجهم بن بدر بن مسعود بن أسيد بن أذينة بن كرار بن كعب بن مالك بن عتبة بن جابر بن الحارث بن عبد البيت بن الحارث بن سامة بن لؤي بن غالب بن فهر بن مالك بن النضر بن كنانة بن خزيمة بن  مدركة بن إلياس بن مضر بن نزار بن معد بن عدنان

## نشأته
نشأ علي بن الجهم في أسرة جمعت بين العلم والأدب والوجاهة والثراء، فقد كان أخوة الأكبر محمد بن الجهم مولعًا بالكتب وقراءتها، يروي عنه الجاحظ أنه كان معدودًا من كبار المتكلمين جمع بين ثقافتي العرب واليونان وكان يجادل الزنادقة في مجالس المأمون، في هذه البيئة نشأ علي، ولكنه اهتم بالثقافة العربية دون اليونانية ووهب نفسه للشعر وأعرض عن مذهب المعتزلة ومال إلى مذهب أهل الحديث وفي ظل الدولة العباسية في فترة كانت مليئة بالاختلافات المذهبية والسياسية تحت شعار الإسلام. وقد عاصر ثلاثة خلفاء عباسيين هم المأمون، والمعتصم والواثق.
لم يقرب من أي خليفة عباسي، ولكن كان يوثق علاقاته الفكرية والشعرية مع رموز ذلك العصر ممن يتفقون معه في أفكاره، فربطته علاقة فكرية جميلة مع الإمام أحمد بن حنبل، وعلاقة شعرية أجمل مع الشاعر أبو تمام. ولم يقبل على باب الحكم إلا عندما تولى الحكم الخليفة المتوكل على الله الذي اشتهر بانتصاره لمذهب أهل الحديث الذي آمن به ابن الجهم. وكان الخلفاء الثلاثة السابق ذكرهم كان يتبعون فكر المعتزلة.

## حياته

### نبوغه
كان علي حسن الوجه ذكئ الفؤاد كثير النشاط ظهرت عليه النجابة منذ طفولته فكان يملأ البيت وثباً ولعباً وجلبة حتى أقلق والده بضوضائه، فطلب والده من معلمه في الكُتَّاب بأن يحبسه في الكتاب، فحينما رأى علي أصحابه ينصرفون إلى بيوتهم وهو محبوس ضاق صدره وأخذ لوحه وكتب عليها لأمه:
وأرسلها مع صديق له إلى أمه قال على وهو أول شعر قولته. 
- ومن طرائفه في الكتاب كتب على لوح إلى بنت صغيرة:

### علاقته بخلفاء الدولة العباسية
- في خلافة المأمون (198- 218 هـ). أخد اسم علي بن الجهم يشتهر بالشعر وروى الناس شعره حتى وصل إلى المأمون وروى أخاه محمد بن الجهم أن المأمون دعاه فقال له «لقد نبغ لك أخ يقول الشعر فأنشدني له» فقال محمد تلك الأبيات التي قالها في الكلب:

أستحسن المأمون أيضاً أبيات الشعر التي قالها في الشطرنج:
- في خلافة المعتصم بالله (218 - 227 هـ). تولى علي ديوان مظالم حلوان (مدينة في العراق) ولعلي قصيدة يهنئ فيها المعتصم بفتح عموريه.
- في خلافة الواثق بالله (227 - 232 هـ). نسمع لعلي القليل من الشعر أشبه بالأناشيد بعدد أبيات قليلة قصيرة الأوزان تدل على عدم ارتياح نفسى من على بن الجهم فقد كان الواثق يعامل أهل الحديث بشدة. وفي هذه المدة قد أعلن على بن الجهم كرهه لوزير الواثق محمد بن عبد الملك الزيات، فهجاه أقبح هجاء ولم يخف من جبروته.
- في خلافة المتوكل على الله (232 - 247 هـ). بعد أن تمت مبايعة المتوكل علي الله للخلافة أنشده على بن الجهم بقصيدة أشبه ما يكون بخطاب العرش الآن أولها:

وقد اتخذه المتوكل على الله خليل ونديم وكان يفيض له بأسراره ويأنس بمجالسته منفرداً. ولكن ندماء المتوكل الآخرين وكان منهم البحتري ومروان بن أبى الجنوب كادوا له لدى المتوكل، وزعموا أنه ينظر إلى نساء القصر. فغضب عليه قلب المتوكل وألزمه بأن لا يترك بيته فأنقطع عن القصر. ولم يتوقف الندماء عند هذا الحد. ولكن أخبروا المتوكل على الله بأنه شديد الطعن له ويعيب بأخلاقه فأمر المتوكل على الله بحبسه، وكان أول ما قاله في السجن قصيدة بعث بها مع أخيه إلى المتوكل على الله:
فكاد المتوكل على الله أن يطلق سراحه ولكن ندمائه أبلغوا المتوكل على الله بأنه هجاه فأمر بنفيه إلى خرسان وأمر المتوكل على الله طاهر بن عبد الله أمير خرسان بأن يجلده نهاراً ويحبسه ليلا وقال على بن الجهم في ذلك:
فيما بعد أمر المتوكل الأمير طاهر بأن يطلق سراحه ومن أقواله حينئذ:

### مقتله
- كان على بن الجهم يستعد للجهاد في سبيل الله ودين الإسلام أمام جحافل الروم التي كانت تهدد الدولة الإسلامية. فانتقل إلى حلب ثم خرج منها بجماعة للجهاد، فاعترضه جمع من أعدائه من الأعراب الكلبيين، وأعداء أفكاره الدينية، فقاتلهم حتى مات بين أيديهم عام 249 للهجرة.

وقد قال عندما كان يفارق الحياة:
وفي رواية ذكرت أهل دجيل وأين مني دجيل
ووجدت معه رقعة بعد موته مكتوب عليها:

## مذهبه في الدين
كان ينتمى إلى أهل الحديث الذين يقفون عند ظاهر الكتاب والسنة، متدين فخور بتدينه ويمدح به قال:

## قصته مع المتوكل
هي تلك القصة التي تروى أن الشاعر كان بدوياً صحراوياً، وعندما قدم إلى بغداد لأول مرة آثر أن يبدأ عهده بمدح خليفتها المتوكل على عادة الشعراء فأنشده قصيدة منها:
- الذنوب: معناها كثير السيلان بسبب امتلائه

فعرف المتوكل كما تقول القصة حرفياً، حسن مقصده وخشونة لفظه، وأنه ما رأى سوى ما شبهه به، لعدم المخالطة وملازمة البادية، فأمر له بدار حسنة على شاطئ دجلة، فيها بستان حسن، والجسر قريب منه وأمر بالغذاء اللطيف أن يتعاهد به فكان - أي بن الجهم - يرى حركة الناس ولطافة الحضر، فأقام ستة أشهر على ذلك، والأدباء يتعاهدون مجالسته، ثم استدعاه الخليفة بعد مدة لينشده، فحضر وأنشد:
فقال له المتوكل فيها (لقد خشيت عليه أن يذوب رقة ولطافة).
وهذهِ القصة غير صحيحة ونسبتها لعلي بن الجهم خاطئة وذلك بسبب:
1. أنها ذكرت فقط في محاضرات الأبرار ومسامرات الأخيار لابن عربي الصوفي
2. بين ابن عربي وعلي بن الجهم نحو 400 سنة
3. أن ابن عربي أسندها إلى مجهول فقال (حكى لنا بعض الأدباء)
4. أن علي بن الجهم لم يكن بدويا

## كتب ودراسات عنه
- علي بن الجهم: حياته وشعره، عبد الرحمن رأفت الباشا.